# رابطة عوامي الإسلامية
رابطة عوامي الإسلامية (بالأردوية: عوامی مسلم لیگ پاکستان)‏ هو حزب سياسي باكستاني تأسس في يونيو 2008 من قبل شيخ رشيد أحمد.
تشتهر دائرة روالبندي باكتساخ شيخ رشيد أحمد في انتخابات الدائرة، حيث فاز في 6 انتخابات متتالية من هذه المنطقة، وخسر أمام جاويد الهاشمي في عام 2008. ثم خسر مرة أخرى في الانتخابات الفرعية أمام شكيل عوان بعد منافسة شديدة. وفي الانتخابات العامة 2013 هزم شكيل عوان.

## حزب سابق
رابطة عوامي الإسلامية هو أيضًا اسم الحزب السياسي الذي أسسه عبد الحميد خان بشاني وحسين شهيد سهروردي، والذي تطور لاحقًا إلى رابطة عوامي، وكان تحت قيادة الشيخ مجيب الرحمن.
تشكلت رابطة مسلمي عموم باكستان عوامي كفصيل منشق عن «رابطة عوامي» عام 1949، وفي غضون عامين من تأسيس باكستان، أسُقطت كلمة «مسلمي» من اسم الحزب في عام 1953، أنُشئ حزبان باسم «عوامي» في باكستان.

## التاريخ الانتخابي

### انتخابات المجلس الوطني الباكستاني
| انتخاب | الأصوات | ٪     | المقاعد | +/– |
| ------ | ------- | ----- | ------- | --- |
| 2013   | 93,046  | 0.20٪ | 1 / 342 | ▲ 1 |
| 2018   | 119362  | 0.22٪ | 1 / 342 |     |